# Liste des conseillers administratifs et des maires de Collonge-Bellerive
Cette page présente la liste des conseillers administratifs et des maires de Collonge-Bellerive, commune du canton de Genève (Suisse).
Jusqu'en 1963, la commune comptait moins de 3 000 habitants[à vérifier] et n'avait donc pas de conseil administratif, mais uniquement un maire et deux adjoints.
| Période       | Période       | Identité           | Étiquette | Étiquette          | Qualité |
| ------------- | ------------- | ------------------ | --------- | ------------------ | --- |
| 1er juin 1963 | 1972          | Aimé Perret        |           |                    | |
| 1er juin 1972 | 1973          | Guillaume Bordier  |           |                    | |
| 1er juin 1973 | 1974          | François Berger    |           |                    | |
| 1er juin 1975 | 1976          | Aimé Perret        |           |                    | |
| 1er juin 1976 | 1977          | Claude Dériaz      |           |                    | |
| 1er juin 1977 | 19 avril 1978 | Aimé Perret        |           |                    | Mort en exercice                                                                                            |
| 1er juin 1978 | 1979          | François Berger    |           |                    | |
| 1er juin 1979 | 1980          | Claude Dériaz      |           |                    | |
| 1er juin 1980 | 1981          | Georges Martin     |           |                    | |
| 1er juin 1981 | 1982          | Claude Dériaz      |           |                    | À la place de François Berger ayant sollicité la vice-présidence pour raison de santé                       |
| 1er juin 1982 | 1983          | Georges Martin     |           |                    | |
| 1er juin 1983 | 1984          | Gérard Falquet     |           |                    | |
| 1er juin 1984 | 1985          | Claude Dériaz      |           |                    | |
| 1er juin 1985 | 1986          | Georges Martin     |           |                    | |
| 1er juin 1989 | 1990          | Jean-Pierre Badan  |           |                    | |
| 1er juin 1995 | 31 mai 2003   | Olivier Cerutti    |           | PDC                | Député au Grand Conseil depuis 2013                                                                         |
| 1996          | 31 mai 2007   | David Amsler       |           | PLS                | Député au Grand Conseil de 2005 à 2013,                                                                     |
| 1er juin 1999 | 31 mai 2011   | Jean-Marc Maspero  |           | PLR                | |
| 1er juin 2003 | 31 mai 2013   | Christine Maître   |           | PDC                | Démissionne pour des raisons personnelles                                                                   |
| 1er juin 2007 | 31 mai 2020   | Francine de Planta |           | PLR                | Députée au Grand Conseil depuis 2018 Maire en 2017-2018 et 2019-2020                                        |
| 1er juin 2011 | en cours      | Marcel Goehring    |           | PLR                | Maire en 2016-2017 et 2020-2021                                                                             |
| 9 juin 2013   | en cours      | Philippe Thorrens  |           | PDC puis Le Centre | Élu en remplacement de Christine Maître Maire en 2015-2016, 2018-2019, 2021-2022 et depuis le 1er juin 2023 |
| 1er juin 2020 | en cours      | Carole Lapaire     |           | PLR                | Maire en 2022-2023                                                                                          |

| Période                                  | Période     | Identité           | Étiquette | Qualité |
| ---------------------------------------- | ----------- | ------------------ | --------- | --- |
| Les données manquantes sont à compléter. |             |                    |           | |
| 1811                                     |             | Claude Mermoux     |           | |
| 1814                                     |             | Augustin Falquet   |           | |
| 1815                                     | 1817        | Claude Grand       |           | |
| 1817                                     | 1826        | François Falquet   |           | |
| 1826                                     | 1834        | Hector Galland     |           | |
| 1834                                     | 1839        | Amed-Marie Mermoz  |           | |
| 1839                                     | 1844        | Claude Grand       |           | |
| 1844                                     | 1868        | Amed-Marie Mermoz  |           | Député au Grand Conseil de 1846 à sa mort (1867) |
| 1868                                     | 1873        | Balthazar Falquet  |           | |
| 1873                                     | 1876        | Pierre Berger      |           | Destitué, comme 31 autres maires et adjoints genevois, pour avoir refusé de livrer les clefs de l'église catholique romaine à l'Église catholique chrétienne |
| 1876                                     | 1882        | Prudent Balland    |           | |
| 1882                                     | 1886        | Pierre Berger      |           | |
| 1886                                     | 1907        | Joseph Rivollet    |           | |
| 1907                                     | 1913        | Henri Charton      |           | Mort en exercice |
| janvier 1914                             | mai 1914    | Antoine Falquet    |           | ad interim |
| 1914                                     | 1939        | Armand Martin      |           | |
| 1939                                     | 1948        | Albert Dufour      |           | |
| 1948                                     | 1949        | François Descombes |           | |
| 1949                                     | 31 mai 1963 | Émile Jacques      |           | |

| Période                                  | Période | Identité                            | Étiquette | Qualité |
| ---------------------------------------- | ------- | ----------------------------------- | --------- | ------- |
| Les données manquantes sont à compléter. |         |                                     |           |         |
| 1760                                     |         | Pierre fils de feu Charles Collet   |           |         |
| 1761                                     |         | Jean-Louis f.feu Claude Debellerive |           |         |
| 1762                                     |         | Pierre f.feu Philibert Thorens      |           |         |
| 1763                                     |         | Claude Gavairon                     |           |         |
| 1764                                     |         | François-Marie Descombes            |           |         |
| 1765                                     |         | Jacques f.feu Pierre Lamy           |           |         |
| 1766                                     |         | Pierre f.feu Pierre Pattay          |           |         |
| 1767                                     |         | François Dimier                     |           |         |
| 1768                                     |         | Joseph f.feu Louis Gavairon         |           |         |
| 1769                                     |         | André Coulin                        |           |         |
| 1770                                     |         | Étienne Picut                       |           |         |
| 1771                                     |         | Hugues Rosier                       |           |         |
| 1772                                     |         | Jacques Lamy                        |           |         |
| 1773                                     |         | Georges f.feu Maurice Druz          |           |         |
| 1774                                     |         | Louis f.feu Claude Gavairon         |           |         |
| 1775                                     |         | Jacques f.feu Claude Laplanche      |           |         |
| 1776                                     |         | Pierre f.feu Claude Pattay          |           |         |
| 1777                                     |         | Jacques f.feu Charles Gavairon      |           |         |
| 1778                                     |         | Pierre f.feu Charles Collet         |           |         |
| 1779                                     |         | Antoine f.feu Claude Dupraz         |           |         |
| 1780                                     |         | François f.feu Pierre Buard         |           |         |
| 1781                                     |         |                                     |           |         |
| 1782                                     |         | Jacques f.feu Pierre Lamy           |           |         |